# Diocesi di Fitea
La diocesi di Fitea (in latino Dioecesis Phyteana) è una sede soppressa del patriarcato di Costantinopoli e una sede titolare della Chiesa cattolica.

## Storia
Fitea, nell'odierna Turchia, è un'antica sede episcopale della provincia romana della Frigia Salutare nella diocesi civile di Asia. Faceva parte del patriarcato di Costantinopoli ed era suffraganea dell'arcidiocesi di Sinnada.
La diocesi è documentata nelle Notitiae Episcopatuum del patriarcato di Costantinopoli fino al XII secolo.
Sono solo quattro i vescovi noti di Fitea: Teofilatto, che sottoscrisse gli atti del concilio in Trullo nel 691/92; Nicola, che prese parte al secondo concilio di Nicea nel 787; Teodegeto, che partecipò al concilio di Costantinopoli dell'879-880 che riabilitò il patriarca Fozio di Costantinopoli; e Basilio, noto per un sigillo datato al XII secolo, all'epoca dell'imperatore Manuele Comneno (1143-1180).
Dal 1933 Fitea è annoverata tra le sedi vescovili titolari della Chiesa cattolica; la sede è vacante dal 22 novembre 2000.

## Cronotassi

### Vescovi greci
- Teofilatto † (prima del 691 - dopo il 692)
- Nicola † (menzionato nel 787)
- Teodegeto † (menzionato nell'879)
- Basilio † (XII secolo)

### Vescovi titolari
- Josef Schoiswohl † (20 giugno 1951 - 18 gennaio 1954 nominato vescovo di Seckau)
- Clarence George Issenmann † (24 marzo 1954 - 5 dicembre 1957 nominato vescovo di Columbus)
- Heinrich Pachowiak † (27 maggio 1958 - 22 novembre 2000 deceduto)